# Qalansuwa
Qalansuwa (hebreiska: קלנסוה) är en ort i Israel.   Den ligger i distriktet Centrala distriktet, i den norra delen av landet. Qalansuwa ligger 39 meter över havet och antalet invånare är 16 898.
Terrängen runt Qalansuwa är platt åt nordväst, men åt sydost är den kuperad. Runt Qalansuwa är det tätbefolkat, med 591 invånare per kvadratkilometer. Närmaste större samhälle är Netanya, 12,6 km väster om Qalansuwa. Trakten runt Qalansuwa består till största delen av jordbruksmark.